# Rosdorf (Schleswig-Holstein)
Pour les articles homonymes, voir Rosdorf.
Rosdorf est une commune allemande du Schleswig-Holstein, située dans l'arrondissement de Steinburg (Kreis Steinburg), à trois kilomètres au nord de la ville de Kellinghusen. Rosdorf est l'une des 19 communes de l'Amt Kellinghusen dont le siège est à Kellinghusen.